# وادي قطان
وادي قِطان هو أحد أودية شبه الجزيرة العربية، ويقع ضمن حدود السعودية. يبلغ طول الوادي 130 كم ومتوسط انحداره 3 م / كم. ينبع من شرق جبل حضن، ويصب في سبخة الأشعرية الواقعة شمال غرب المويه الجديد، وهي مكان تكثر فيه الأشجار. من أهم روافده وادي البرماء، ووادي المليحاء. وإلى قرب الوادي منطقة كانت تعرف كمحمية للصيد، أعلاها غطاء نباتي كثيف من الحشائش والنباتات الصحراوية، كالثمام والعوسج والرمث، وتكثر فيها الضباء والغزلان والأرانب، إلى جانب طيور الحبارى والنعام وظبي الريم.